# Георгиева, Елена
Елена Георгиева (болг. Елена Георгиева, 15 марта 1930, Брацигово, Пазарджикская область — 10 января 2007, София) — болгарский лингвист. Её работы по болгарскому синтаксису, в которых предложено, что порядок слов определяется функциональной точкой зрения подлежащего и его темы, коренным образом изменили подход к изучению болгарского языка.

## Биография
Елена Трайчева Георгиева была ученицей Любомира Андрейчина. Всю жизнь проработала в Институте болгарского языка при Болгарской Академии наук. Она стала первым сотрудником в администрации института сразу после его создания. Преподавала в нескольких университетах, среди которых Пловдивский университет (болг.) и Шуменский университет (болг.), и читала лекции о болгарском языке во Франции. Её научный интерес охватывал широкий спектр тем по современному болгарскому языку, включая грамматику, историю, морфологию и синтаксис. Она была плодовитым писателем книг по анализу и учебников.
В 1974 году она опубликовала работу «Простой порядок слов в предложениях на болгарском литературном языке» (болг. Словоред на простото изречение в българския книжовен език), которая оказала глубокое влияние на лингвистические исследования. Хотя эта работа не была первым исследованием по болгарскому синтаксису, в ней впервые было показано, что порядок слов зависит не только от предмета, но также от цели передаваемого сообщения: вместо стандартного порядка слов SVO (подлежащее, глагол, дополнение), они могут быть представлены в другом порядке для выражения другого смысла.
Георгиева была многолетним автором журнала «Болгарский язык и литература» (болг. Български език и литература). Кроме публикации собственных работ, работала редактором. Является одним из авторов наиболее важного трехтомного академического издания по грамматике болгарского языка: «Грамматика современного болгарского литературного языка», «История современного литературного языка» и словаря. Вела передачу «Родная речь» на Болгарском Национальном Радио.
Её сын — языковед и семиотик Борислав Георгиев (болг.).

## Избранные работы
- Обособени части в българския книжовен език (неопр.). — Sofia, Bulgaria: Bulgarian Academy of Sciences, 1964.
- Словоред на простото изречение в българския книжовен език (неопр.). — Sofia, Bulgaria: Bulgarian Academy of Sciences, 1974.
- Езикова култура и езиково обучение (неопр.). — Sofia, Bulgaria: Народна просвета, 1979.
- Правописен речник на съвременния български книжовен език (неопр.). — Sofia, Bulgaria: Bulgarian Academy of Sciences, 1983.
- Словоред на усложненото просто изречение (неопр.). — Sofia, Bulgaria: Bulgarian Academy of Sciences, 1987.
- История на новобългарския книжовен език (неопр.). — Sofia, Bulgaria: Bulgarian Academy of Sciences, 1989.
- Граматика на съвременния български книжовен език В 3 т (неопр.). — Sofia, Bulgaria: Абагар, 1998. — ISBN 978-9-545-84241-2.